# Robotron Z 1013
Der Robotron Z 1013 ist ein auf dem U880-Mikroprozessor basierender Heimcomputer des VEB Robotron aus der Deutschen Demokratischen Republik, der ausschließlich als Bausatz mit vormontierten Baugruppen erhältlich war.
Die Produktion des Computers wurde ab Mitte 1985 unter anderem mit dem Ziel geplant, die bei der aufwendigen Fertigung integrierter Schaltkreise anfallende Ausschussware mit eingeschränkten Leistungsdaten sinnvoll zu verwerten und zugleich staatliche Forderungen nach „neuartigen Konsumgütern“ zu erfüllen. Der Z 1013 sollte ursprünglich – auch wegen der Qualität der verwendeten Bauelemente – ausschließlich in Privathaushalten zu Hobbyzwecken genutzt werden. Für die industrielle Anwendung als Steuerungsrechner bot man jedoch bald eine spezielle Variante mit reduzierter RAM-Ausstattung und Bauteilen regulärer Qualität („typgeprüft“) an. Aufgrund der gewünscht möglichst geringen Herstellungskosten wurde der Z 1013 als gehäuseloser Einplatinencomputer mit Folientastatur entwickelt, dessen einzelne Baugruppen vom Benutzer endzumontieren waren. Nach dem Einschalten steht dem Anwender zunächst nur ein Minimalbetriebssystem namens Monitorprogramm zur Verfügung. Die Programmiersprache BASIC war nur für Bausatzvarianten mit mindestens 16 KB RAM verfügbar. Ein entsprechender Interpreter wurde als Maschinencode-Listing mitgeliefert und sollte vom Anwender vor der Erstverwendung über die Tastatur eingegeben werden. Für die wiederholte Softwarenutzung unterstützt das Monitorprogramm ein Speichern und Laden von Daten auf Tonband oder Kompaktkassette.
Ab Mitte 1987 fertigte Robotron überarbeitete Ausführungen des Computers nur noch mit regulären Schaltkreisen und zusätzlichem Arbeitsspeicher. Weitere vorgenommene Anpassungen gewährleisteten zusammen mit den ab diesem Zeitpunkt ebenfalls ausgelieferten Erweiterungsbaugruppen eine verbesserte Kompatibilität mit den ebenfalls von Robotron produzierten Kleincomputern Z 9001, KC 85/1 und KC 87.
Zwischen Ende 1985 und Mitte 1990 wurden insgesamt etwa 25.000 Bausätze ausgeliefert.

## Geschichte
Trotz des Kalten Krieges und des damit verbundenen Hochtechnologie-Embargos CoCom gelang es 1984, mit Z 9001 und HC 900 in der DDR entwickelte Heimcomputer herzustellen. Die Geräte und ihr Zubehör waren wegen der kleinen Produktionsserien für den großen landesweiten Interessentenkreis jedoch nur schwer zu beschaffen und zudem sehr teuer. Demgegenüber fiel in der Mikroelektronikindustrie aufgrund unausgereifter Produktionsprozesse eine große Anzahl qualitativ minderwertiger Bauelemente an, die in aktuellen Computermodellen nicht einsetzbar waren, aber auch nicht völlig unbrauchbar schienen („Anfalltypen“). Die Verantwortlichen der Herstellerbetriebe forcierten daher die Entwicklung einfacher ausfalltoleranter Lern- und Hobbycomputersysteme, deren Konfiguration die Verwendung vieler dieser Produktionsabfälle erlaubte. Dadurch konnten zum einen die vor den Planungskommissionen zu rechtfertigenden Ausschussquoten bei den Schaltkreisproduzenten gesenkt und zum anderen die Versorgungslücke in der Heimcomputerproduktion zumindest teilweise geschlossen werden. Wie bei den günstigen Schaltkreisen sollte auch bei den restlichen Baugruppen nur das am leichtesten zu Beschaffende und Preiswerteste zum Einsatz kommen. Im Ergebnis wurden insgesamt drei Computerprojekte geplant: der LC 80 mit Taschenrechnertastatur und sechsstelliger Siebensegmentanzeige, der Polycomputer 880 mit achtstelliger Siebensegmentanzeige und der etwas komfortablere Z 1013 mit Bildschirmausgabe.
Das von den Initiatoren des Z 1013 angedachte Konzept sah einen gehäuselosen Einplatinencomputer mit Folientastatur vor, dessen puristische Aufmachung bei einem veranschlagten Verkaufspreis von weniger als 1000 M für die Zielgruppe der bastelbegeisterten Elektronik-Amateure als adäquat erschien. Die Entwicklung und Produktion wurde Anfang 1984 dem in der DDR-Computerindustrie etablierten Leiterplattenhersteller VEB Robotron in Riesa übertragen.

### Entwicklung

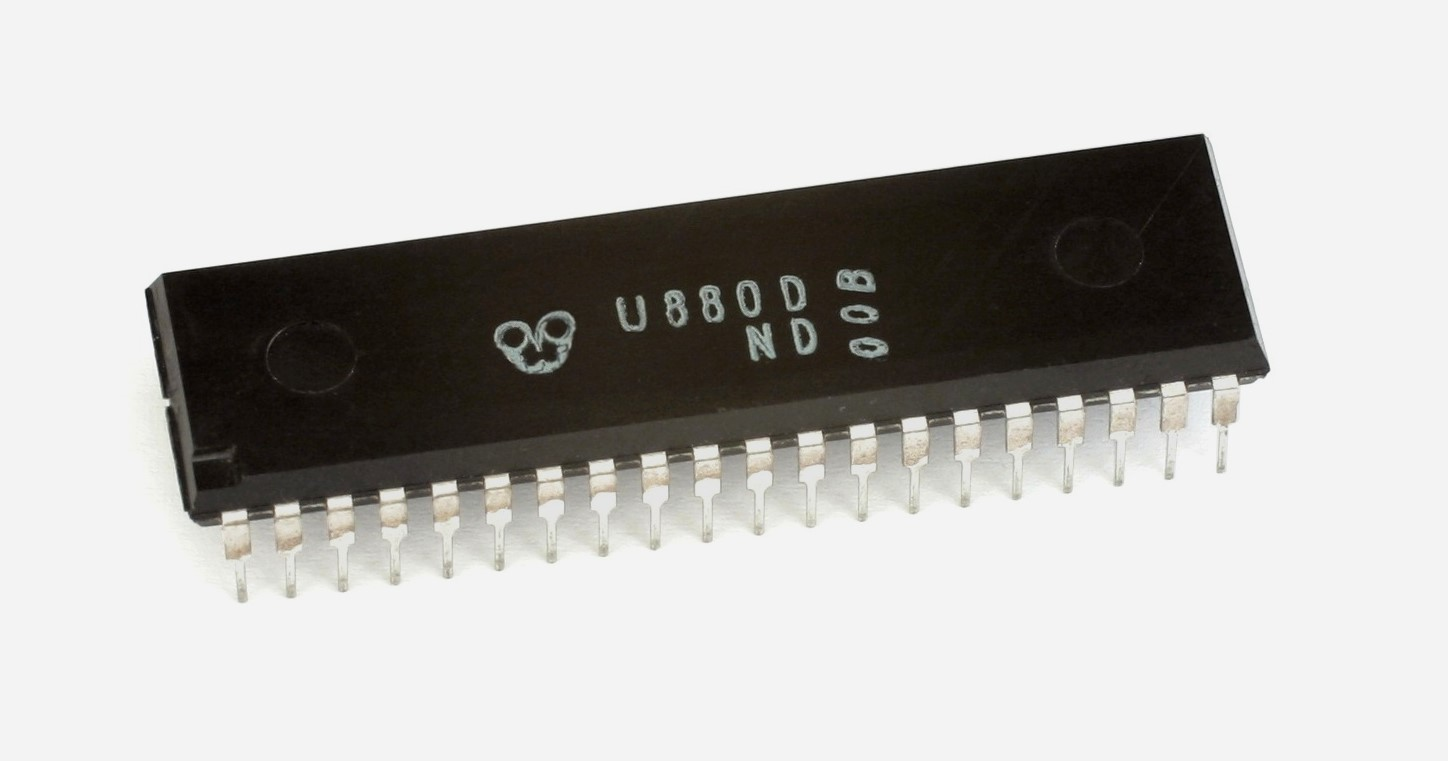
Mikroprozessor U880

Die staatlichen Planungsvorgaben für die zumeist jungen Ingenieure und Mitarbeiter der entsprechenden Entwicklergruppe („Jugendforscherkollektiv“) des VEB Robotron in Riesa sahen einen erweiterungsfähigen Einplatinencomputer mit möglichst geringen Material- und Herstellungskosten vor. Zur Senkung der Produktionskosten wurde das Gerät als gehäuseloser Bausatz konzipiert, dessen vorgefertigte Baugruppen durch den Benutzer endzumontieren waren. Die üblicherweise in den DDR-Privathaushalten vorhandene Heimelektronik wie Fernseher und Kassettenrekorder musste durch den Rechner verwendet werden können.
Bei der Fertigung sollte ausschließlich auf Anfalltypen bewährter integrierter Schaltkreise aus DDR- bzw. RGW-Produktion zurückgegriffen werden. Die zu entwickelnden Geräte hatten zudem kompatibel zu den ebenfalls von Robotron produzierten Kleincomputern Z 9001 und KC 85/1  zu sein. Diese engen Vorgaben waren nur durch eine Systemarchitektur realisierbar, die auf dem preisgünstigen und einsatzerprobten 8-Bit-Mikroprozessor U880 basierte. Vollwertige Grafik und Anschlussmöglichkeiten für spezielle Peripheriegeräte fielen dem Kostendruck zum Opfer. Die Konzeption des Computers als modulares System sah jedoch die Möglichkeit des Ansteuerns zusätzlicher Peripheriegeräte und beispielsweise den Ausbau des Arbeitsspeichers durch ebenfalls bereitzustellende Erweiterungsmodule vor.
Die Entwicklungsarbeiten begannen Mitte 1985. Der erste Prototyp mit einem Arbeitsspeicher von 16 Kilobyte (KB) und Folienflachtastatur wurde im Herbst 1985 den Verantwortlichen vorgestellt und nach dessen Abnahme mit den Planungen und Vorbereitungen für die Serienproduktion begonnen, die bis November 1985 andauerten. Aufgrund der zu verwendenden Anfallbauteile wurde der Systemtakt im Sinne einer höheren Zuverlässigkeit von den im Heimcomputerbereich üblichen 2,5 MHz auf nur 1 MHz gesenkt.

### Z 1013.01 und Z 1013.12

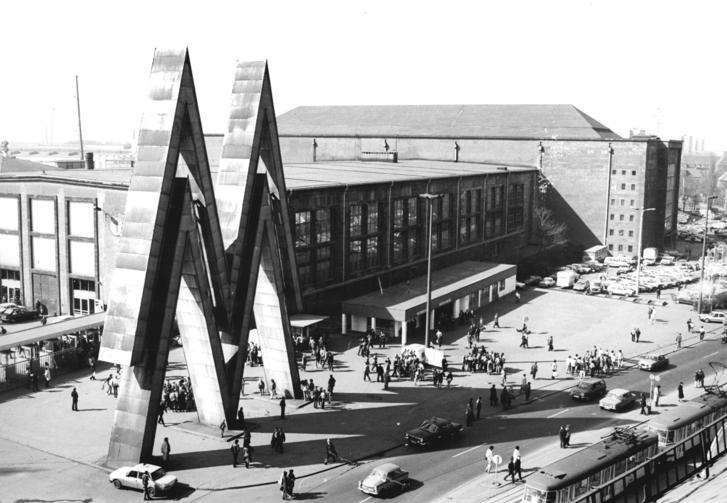
Internationale Vorstellung des Z 1013 auf der Leipziger Frühjahrsmesse 1986

Die erste Serie von 150 Bausätzen ging im November 1985 in Produktion. Für Privatpersonen waren diese Ende des Jahres ausschließlich nach Vorbestellungen im Fachgeschäft für Heimelektronik des VEB Robotron-Vertriebs Erfurt und in einem Ladengeschäft der volkseigenen Handelsorganisation (HO) in Riesa für 650 M erhältlich. Neben dem Bildausgabegerät und einem Kassettenrekorder war vom Benutzer ebenfalls ein entsprechend dimensioniertes Netzteil bereitzustellen und vor der Inbetriebnahme das Verbindungskabel für die Tastatur auf der Computerplatine anzulöten. Einem breiteren Publikum offiziell vorgestellt wurde der fortan Z 1013.01 genannte Computer erstmals auf der Leipziger Frühjahrsmesse 1986.
Trotz mehrstufiger umfangreicher Prüfungen und mehrtägiger Dauertests in der Produktion führten die verbauten Anfalltypen häufig zu Störungen und damit zu Reklamationen seitens der Benutzer. Die wirtschaftlichen Nachteile durch die aufwendigen Prüfverfahren und nachträgliche Reparaturen konnten durch den günstigen Preis der verwendeten mangelhaften Bauteile nicht länger aufgewogen werden und führten zu einem Umdenken bei den Verantwortlichen. Daraufhin wurde die Produktion ab Juli 1987 auf Verwendung von ohnehin im Preis gefallenen regulären Bauteilen („getypte Bauteile“) umgestellt und durch die damit erreichte höhere Ausfallsicherheit einige technische Veränderungen zur Steigerung der Leistungsfähigkeit vorgenommen.
Neben der Versorgung des Heimcomputermarktes mit dem Z 1013.01 wurden bis 1987 auch einige wenige Bausatzexemplare mit der Bezeichnung Z 1013.12 für den industriellen Bereich („gesellschaftliche Bedarfsträger“) gefertigt. Dabei fanden getypte Bauelemente, ein Systemtakt von 2 MHz, 1 KB Bildwiederholspeicher und als Arbeitsspeicher ein SRAM mit einer Kapazität von 1 KB Verwendung.

### Z 1013.16 und Z 1013.64

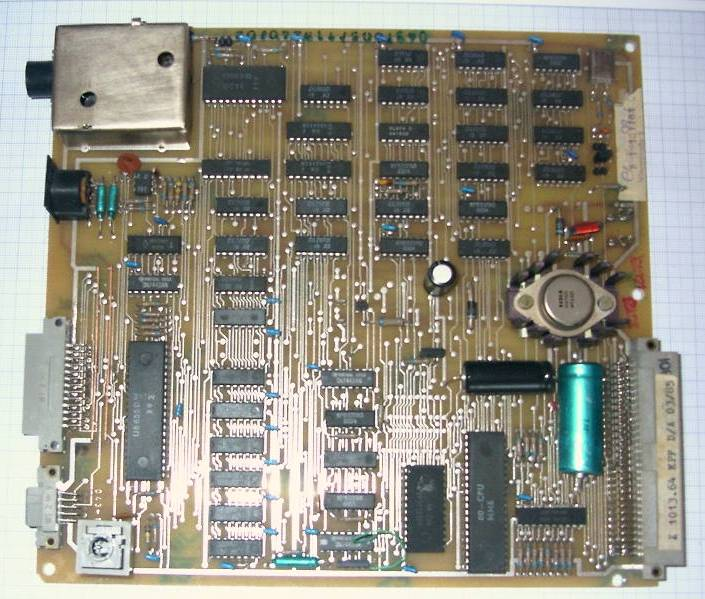
Z 1013.64

Da sich die Unterschiede zwischen Anfalltypen und regulären Schaltkreisen lediglich auf deren Belastbarkeit beschränkten, konnte die 1987 beschlossene Umstellung der Bausätze auf ausschließlich reguläre Bauteile ohne größere Änderungen an der Platine und daher kostensparend vorgenommen werden. Neben der erhöhten Verlässlichkeit verfügt die ab 1987 produzierte Variante Z 1013.16 zudem über einen höheren Systemtakt von 2 MHz, was einer Verdoppelung der Rechenleistung gleichkommt. Daneben wurde die Systemsoftware um entsprechende Programmbestandteile zum Gebrauch mit einer wesentlich komfortableren Blocktastatur mit 58 Tasten ergänzt. Benutzer der älteren Bausätze konnten nach Beschaffung der Bauteile und des modifizierten Betriebssystems ihre Systeme unter Zuhilfenahme eines Lötkolbens  ebenfalls aufrüsten.
Ein wichtiger Aspekt der vorgenommenen Aufwertungen ist – abgesehen von der verbesserten Verlässlichkeit – bei entsprechender Aufrüstung von Arbeitsspeicher die Herstellung der weitestgehenden Kompatibilität des Z 1013.16 mit den Kleincomputern Z 9001, KC 85/1 und KC 87. Neben der damit verbundenen Nutzbarmachung weiterer Software standen zudem deren Erweiterungsmodule, beispielsweise zur Aufrüstung des Arbeitsspeichers, nun auch den Z-1013-Anwendern zur Verfügung.
Durch die zwischenzeitliche Lockerung des CoCom-Embargos und damit fallenden Preisen kam Ende 1988 eine weitere modernisierte Variante der Z-1013-Baureihe hinzu. Dieser Z 1013.64 mit 64 KB Arbeitsspeicher wurde bis zum Produktionsende Mitte 1990 hergestellt.
Im Gegensatz zu den Rechnern der Robotron-KC-Baureihe war der Z 1013 auch für Privatanwender – allerdings nur nach Vorbestellung, langer Wartezeit und persönlicher Abholung nebst Einweisung in Erfurt oder Riesa – erhältlich. Ursächlich für den eingeschränkten Vertrieb war die Weigerung des staatlichen Handels, den Z-1013-Bausatz zu vertreiben, mit der Begründung, dass ein Bastelgerät bei der Bevölkerung auf wenig Interesse stoßen werde. Zwischen Ende 1985 und Mitte 1990 wurden zusammen insgesamt etwa 25.000 Bausätze aller Ausführungen ausgeliefert.

### Moderne Nachbauten
Die einfache und überschaubare Architektur des Systems, umfangreiche Dokumentationen des Herstellers und nicht zuletzt die freie Verwendbarkeit der Systemsoftware ermöglichen den miniaturisierten Nachbau des Z 1013 mit heutigen technischen Mitteln bei gleichzeitig überschaubarem Aufwand. Eine solche moderne Realisierung erfolgte erstmals 2013 – wie bei anderen Heimcomputersystemen auch – als Implementierung auf einem programmierbaren Logikschaltkreis (FPGA) nebst Einbettungssystem. Die Nachbildung mittels FPGA-Technologie war zunächst lediglich als technische Machbarkeitsstudie gedacht, stellte jedoch im Nachhinein auch ihren praktischen Nutzen unter Beweis: Durch die Miniaturisierung und die Möglichkeit des Batteriebetriebs ist sie eine leicht verstaubare, zuverlässig arbeitende und transportable Alternative zur originalen schonenswerten Technik.

## Technische Details
Die von Robotron vollständig bestückte Platine enthält den Hauptprozessor (englisch Central Processing Unit, kurz CPU), den Arbeits- und Festwertspeicher, die Bildschirmansteuerung und mehrere Peripherieanschlüsse. Zum Lieferumfang des Bausatzes gehörten neben der Hauptplatine im Format 215 mm × 230 mm die 80 mm × 160 mm messende Folienflachtastatur nebst Anschlusskabel, diverse Kleinteile und die Dokumentationen. Die zum Gerät erhältliche – separat zu erwerbende – technische Dokumentation des Herstellers umfasste beim Modell Z 1013.01 eine Bedienungsanleitung, drei Handbücher und vier Schaltpläne. Erläutert wurden sowohl grundlegende Schritte zur Inbetriebnahme und Benutzung des Z 1013 als auch Details der Hard- und Software.

### Hauptprozessor
Die Systemarchitektur basiert auf dem U880-Mikroprozessor, der in fast allen zeitgenössischen DDR-Computern eingesetzt wurde. Dieser nicht autorisierte Nachbau des Z80-Mikroprozessors von Zilog kann auf einen Adressraum von 65.536 Byte zugreifen, was auch die theoretisch mögliche Obergrenze des Arbeitsspeichers von 64 Kilobyte (KB) festlegt. Beim erstproduzierten Z 1013.01 kam eine mit nur 1 MHz getaktete Variante des U880 mit eingeschränkten Bauelementedaten („Anfalltyp“) zum Einsatz. Bei den übrigen Modellen war ein vollwertiger und mit 2 MHz getakteter U880-Mikroprozessor verbaut. Aus praktischen Gründen ist es üblich, für Adressen anstelle der dezimalen Notation die hexadezimale zu verwenden. Dieser wird zur besseren Unterscheidbarkeit üblicherweise ein $-Symbol vorangestellt. Den Adressen von 0 bis 65.535 in dezimaler Notation entsprechen im hexadezimalen System die Adressen $0000 bis $FFFF.

### Speicher und Speicheraufteilung
Der von der CPU ansprechbare Adressraum ist segmentiert in Bereiche für die Systemsoftware, frei verwendbaren Arbeitsspeicher, steckbare Erweiterungen und den Grafikspeicher. Die häufig einfach als Maschinensprachemonitor bezeichnete Systemsoftware ist je nach Computerversion auf entweder 2 KB oder 4 KB großen ROM-Bausteinen untergebracht, deren Speicheradressen von $F000 bis $F7FF bzw. $FFFF reichen. Zum Zwischenspeichern nutzt die Systemsoftware nach Einschalten des Computers zusätzlich den Anfangsbereich des Arbeitsspeichers von $0000 bis $0100, so dass dieser für den Benutzer nicht ohne weiteres zur freien Verfügung steht.
Die Adressen des frei verwendbaren Arbeitsspeichers von nahezu 16 KB RAM reichen beim Z 1013.01 und Z 1013.16 von $0100 bis $3FFF. Ist das System um zwei RAM-Module mit je 16 KB RAM erweitert, wird dieser Speicherbereich bis zur Adresse $E000 ausgedehnt. Beim mit 64 KB RAM ausgeliefertem Z 1013.64 reicht er bis zum für die Bilddarstellung benötigten Videospeicher, der sich ab $EC00 anschließt und bis $EFFF erstreckt. Zur Programmierung des Computers sind die gewünschten Sprachen wie zum Beispiel das 3 KB umfassende Tiny BASIC oder das mit 10 KB wesentlich umfangreichere Kleincomputer BASIC des KC 87 zuvor von Kassette in den Arbeitsspeicher zu laden. In der Grundausstattung mit 16 KB RAM stehen damit zum Beispiel nach dem Laden von Tiny BASIC etwa 12 KB RAM zum Erstellen von BASIC-Programmen zur Verfügung, so dass sich für umfangreichere Programmierprojekte eine Speicheraufrüstung empfiehlt. Befindet sich die Programmiersprache dagegen auf einem Steckmodul, so bleibt der verwendbare Arbeitsspeicher beim Z 1013.01 und Z 1013.16 davon unberührt.

### Grafikerzeugung
Zur Ausgabe von Grafik beinhalten die Computer ab Werk lediglich einen Zeichengenerator, der Text beziehungsweise Grafiksymbole („Quasigrafik“) mit 32 × 32 Zeichen à 8 × 8 Bildpunkten darstellen kann. Der dazu benötigte, im Festwertspeicher befindliche feste Zeichensatz enthält 96 alphanumerische und Steuerzeichen sowie 146 grafische Symbole. Ein Pixelgrafikmodus („Vollgrafik“) steht standardmäßig nicht zur Verfügung, kann aber im Selbstbau ergänzt werden. Entsprechende Anleitungen wurden in verschiedenen Zeitschriften und Büchern bis in die frühen 1990er Jahre hinein publiziert. Die Schwarzweiß-Bildausgabe erfolgt über den koaxialen HF-Antennenanschluss an einem handelsüblichen Fernsehgerät; Umrüstungen auf Farbdarstellung sind möglich.

### Ein- und Ausgabe
Zum Anschluss von Peripherie verfügen die Rechner über einen „User-Port“, der vom verbauten Ein- und Ausgabebaustein U855 (englisch Parallel Input Output kurz PIO) angesteuert wird. Der Betrieb der Tastatur und des anzuschließenden Kassettenrekorders erfolgt ebenfalls durch diesen elektronischen Schaltkreis. Im Falle des Z 1013.01 handelt es sich dabei – wie bei dessen CPU auch – um einen Anfalltypen. Für Erweiterungen beispielsweise des Arbeitsspeichers steht der herausgeführte Systembus mit seinem genormten Steckanschluss („Buserweiterung“) bereit.

## Peripherie und Erweiterungen
Neben den von Robotron vertriebenen Erweiterungen existieren weitere, die großteils in gedruckten Publikationen vorgestellt wurden. Im Folgenden sollten lediglich die bekanntesten vorgestellt werden.

### Massenspeicher
Bei westlichen Heimcomputern der 1980er-Jahre kamen zur Datensicherung hauptsächlich Kassettenrekorder und Diskettenlaufwerke, im professionellen Umfeld bei den Personalcomputern immer häufiger auch Fest- und Wechselplattenlaufwerke zum Einsatz. Die preisgünstigste Variante der Datenaufzeichnung durch Kompaktkassetten hat den Nachteil geringer Datenübertragungsraten und damit langer Ladezeiten, wohingegen die wesentlich schnelleren und verlässlicheren Disketten- und Plattenlaufwerke sehr viel teurer in der Anschaffung waren oder im Falle der DDR kaum erhältlich waren. Bei Erscheinen des Z 1013 standen zur Datenaufzeichnung lediglich Kassettenrekorder und Tonbandsysteme zur Verfügung. Anschlussmöglichkeiten für Diskettenlaufwerke kamen erst in der Nachwendezeit auf.

#### Kassettenrekorder

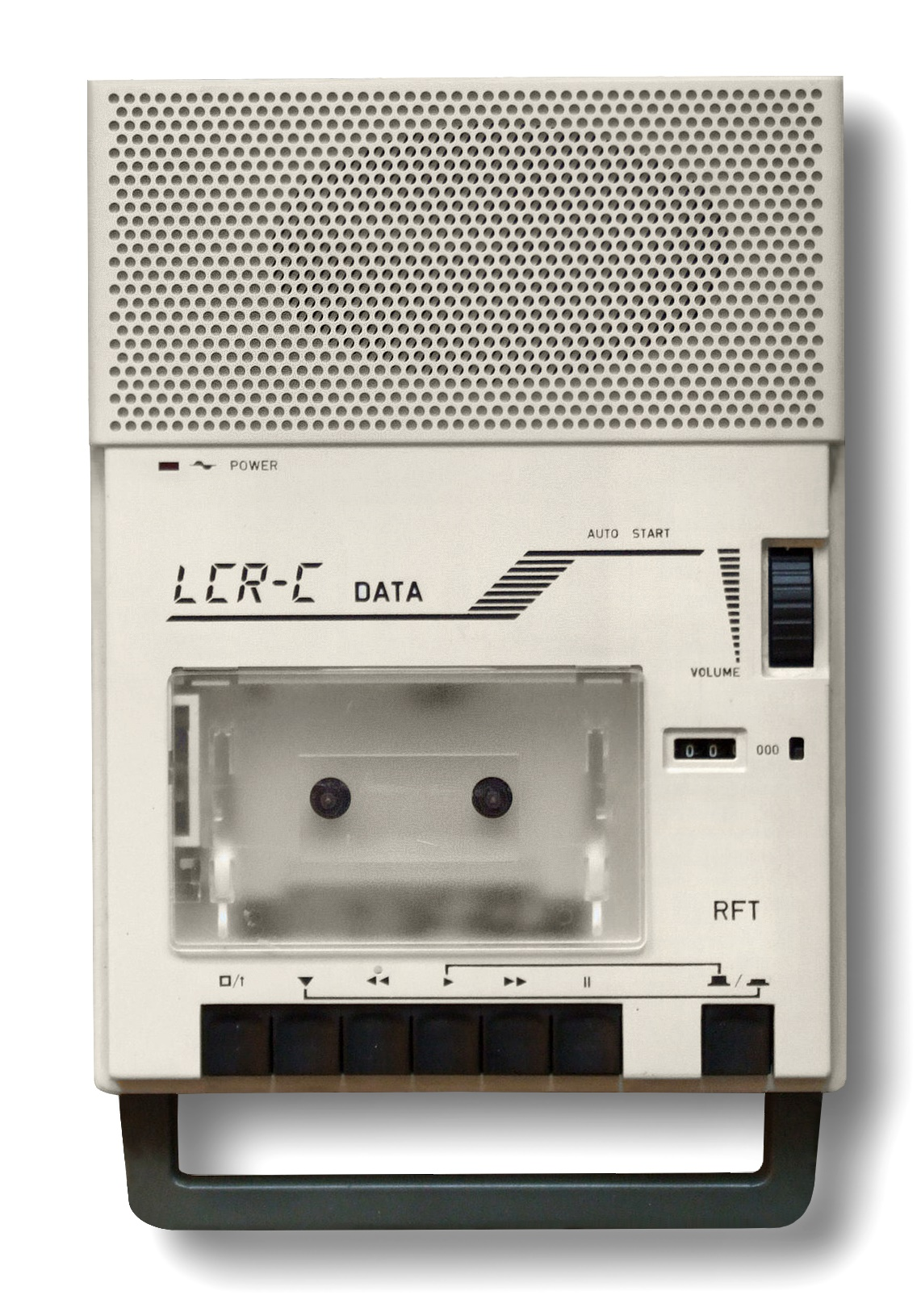
Datenrekorder LCR-C DATA

Die Z-1013-Computer verfügen zur Speicherung von Daten über einen Anschluss für einen handelsüblichen Kassettenrekorder. Häufig zum Einsatz kamen dabei Geräte kleineren Ausmaßes, wie etwa die Typen Geracord, Datacord und später LCR-C DATA des Herstellers VEB Elektronik Gera. Die maximale Datenübertragungsrate beträgt 1.200 Bit/s.

#### Diskettensysteme
Ein Diskettensystem war von den Robotron-Entwicklern des Z 1013 aufgrund seiner niedrigen wirtschaftlichen Priorität nicht geplant, zumal entsprechende Ansteuerungselektronik bis 1987 teuer importiert werden musste. Mit dem Erscheinen des DDR-eigenen Schaltkreises U8272, einem Nachbau des von Intel entwickelten Floppy-Disk-Controllers P8272A, wurden zugleich auch Anregungen und grundlegende Vorgehensweisen zum Eigenbau von Diskettensystemen für die DDR-Heimcomputer publiziert. Der in der DDR vorherrschende Mangel insbesondere im Bereich der Laufwerksmechaniken machte deren Beschaffung und damit den Aufbau eines Diskettensystems für den volkswirtschaftlich unbedeutenden Z 1013 nahezu unmöglich, so dass Bauanleitungen erst in der Nachwendezeit veröffentlicht wurden.
In der Zeitschrift Funkamateur wurde Mitte 1992 eine einfache Möglichkeit zum Betrieb der Commodore-1541-II-Floppy mit dem Z 1013 vorgestellt. Pro Diskettenseite können damit 170 KB Daten gespeichert werden. Das Aufzeichnungsformat ist mit dem der Commodore-Rechner kompatibel, so dass die Daten beider Systeme ohne weiteres untereinander austauschbar sind.

### Baugruppenträger und Stromversorgungsmodul

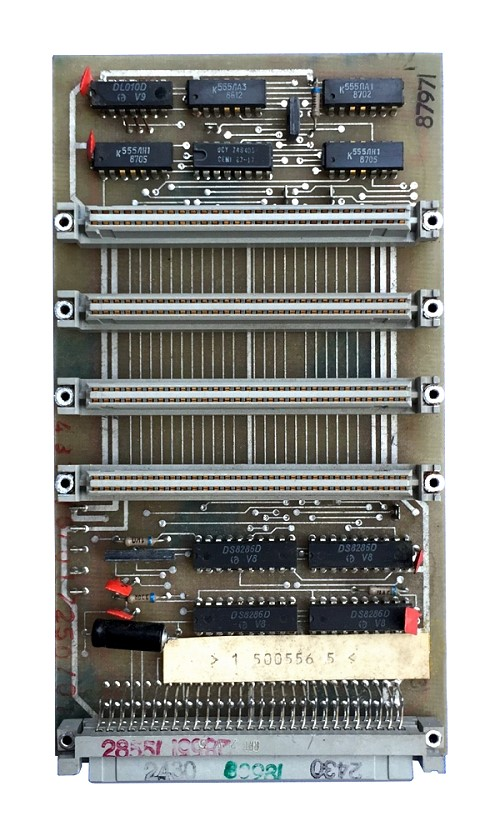
Baugruppenträger Z 1013.50

Die Computer sind aufgrund ihrer minimalistischen Hardwareausstattung lediglich für die Bearbeitung einfachster Aufgaben einsetzbar. Weitergehende Projekte und Anwendungen erfordern Aufrüstungen und Erweiterungen. Eine besondere Rolle spielt dabei der Baugruppenträger Z 1013.50, der vier Erweiterungsschächte nebst entsprechender Ansteuerungselektronik zur Verfügung stellt. Einer dieser Schächte wird jedoch permanent vom Stromversorgungsmodul Z 1013.40 belegt, denn das vom Hersteller für den Z 1013 empfohlene Netzteil ist nicht für den Betrieb zusätzlicher Baugruppen ausgelegt. Alle Schächte des Baugruppenträgers sind steckerkompatibel zu den Erweiterungen der Computer Z 9001, KC 85/1 und KC 87, wobei deren Module zur Verwendung häufig geringfügig modifiziert werden müssen. Soll der Baugruppenträger mit dem Computer Z 1013.64 betrieben werden, sind an beiden jeweils Änderungen vorzunehmen.

### Speichererweiterungen und zusätzliche Schnittstellen
Zur Aufrüstung des Arbeitsspeichers empfiehlt der Hersteller den Einsatz von RAM-Modulen der Rechner Z 9001, KC 85/1 und KC 87. Daneben existiert ein frei bestückbares ROM-Modul von Robotron, auf dem bis zu vier EPROMs jeweils mit einer Speicherkapazität von 1, 2 oder 4 KB Platz finden. Bei beiden Erweiterungsmodulen muss der Adressbereich, in dem sie jeweils eingeblendet werden sollen, zuvor per DIP-Schalter eingestellt werden. Die Nachrüstung von zusätzlichen Ansteuerungsmöglichkeiten erfolgt mit dem Modul Z 1013.30, das drei frei verwendbare Eingabe-/Ausgabeports und eine V.24-Schnittstelle zum Betrieb beispielsweise von Druckern bereitstellt.
Neben den von Robotron vertriebenen Modulen existieren Lösungen von Dritten, die auch in größerer Stückzahl hergestellt wurden und häufig als Massenspeicherersatz in Form einer RAM-Disk dienten. Die am weitesten verbreitete Version stammt vom VEB Präcitronic und enthält 256 KB Arbeitsspeicher, wovon 64 KB als Hauptspeicher und 192 KB als umschaltbare Speicherbank dienen. Mit entsprechend modifizierter Systemsoftware kamen solche RAM-Disks häufig als Massenspeicherersatz zum Einsatz.

### Tastatur- und Joystickanschluss

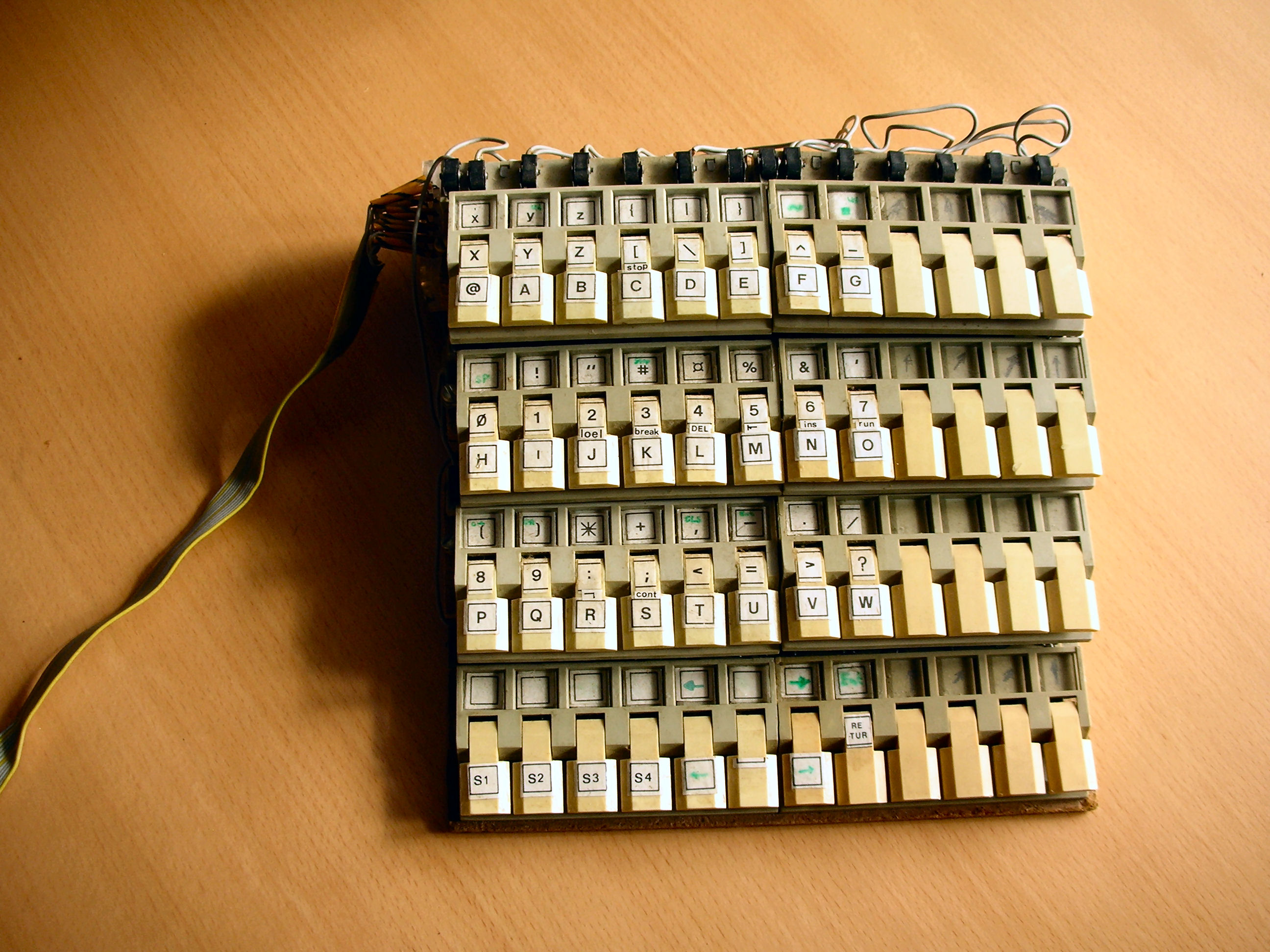
Eigenbautastatur aus Modellbahn-Tastern

Das Flachbandkabel der im Bausatz enthaltenen Folienflachtastatur musste vom Anwender vor dem Ersteinsatz an die Computerplatine gelötet werden. Die Tasten sind in 8-mal-4-Matrix alphabetisch angeordnet, wobei die Folienschalter wenig sensitiv sind und zum Prellen neigen. Ein effizientes Arbeiten ist nahezu unmöglich. Schon bald wurden durch viele Benutzer Alternativen gewünscht und auch entwickelt. Als Standardlösung zum Anbinden komfortablerer Tastaturen mit QWERTZ-Anordnung setzte sich der 1988 in der Zeitschrift MP Mikroprozessortechnik einem breiten Publikum vorgestellte Brosig-Monitor mit Bauanleitung für eine entsprechende Hardwareanbindung durch. Neben zusätzlichen Dienstprogrammen und der Abwärtskompatibilität zur Systemsoftware von Robotron bietet der 4 KB umfassende Brosig-Monitor zudem die Möglichkeit, Joysticks benutzen zu können.
Mit Hilfe einer separat erhältlichen Zusatzbaugruppe können beim Z 1013.64 auch Tastaturen mit 58 Tasten, wie sie mit den meisten DDR-Bürocomputern ausgeliefert wurden, betrieben werden.

### Grafikbaugruppen
Der Verbesserung der grafischen Fähigkeiten wurden in Zeitschriften und Broschüren diverse Beiträge gewidmet. Diese enthalten Anleitungen zum Bau verschiedener Erweiterungen unterschiedlichen Umfangs und auch Hinweise zum käuflichen Erwerb bereits vorgefertigter Lösungen. Das Spektrum reicht dabei von verbesserten Zeichensatzlösungen (vom Computerclub Jena entwickelte Grafikkarte GDC mit 80 mal 25 Zeichen) über monochrome hochaufgelöste Pixelgrafik (256-mal-256-Lösung KRT-Grafik in Kleinstrechner-Tips 11 und 256-mal-192-Karte Spectrum-Grafik in der Zeitschrift Practic) bis zu Vorschlägen von mehrfarbigen hochaufgelösten Varianten (384-mal-288-Karte VIS3 mit 16 Farben von der Akademie der Wissenschaften). Robotron selbst bot keine derartigen Aufrüstungen an.
| Typenbezeichnung | Bezeichnung           | Funktion                                        | Preis (Jahr)     |
| ---------------- | --------------------- | ----------------------------------------------- | ---------------- |
| Z1013.50         | Baugruppenträger      | Stellt vier zusätzliche Steckplätze bereit      | EVP 316 M (1988) |
| Z1013.40         | Stromversorgungsmodul | Stromversorgung                                 | EVP 137 M (1988) |
| Z1013.30         | E/A-Modul             | Ein-/Ausgabesteuerung                           | EVP 233 M        |
| Z1013.20         | ROM-Modul             | Festwertspeicher (bis zu 4 EPROMs mit Software) | EVP 213 M        |
| 1.40.690003.5    | RAM-Modul             | 16 KB Arbeitsspeicher                           | EVP 618 M        |

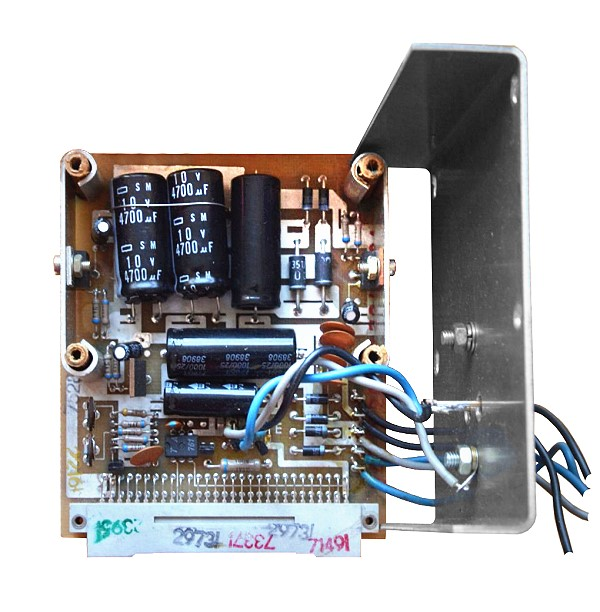
Z1013.40
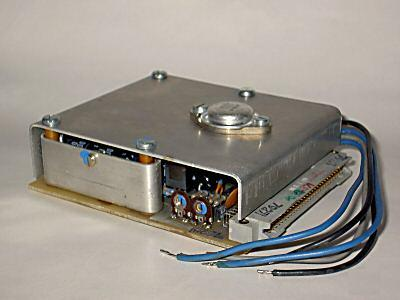
Z1013.40
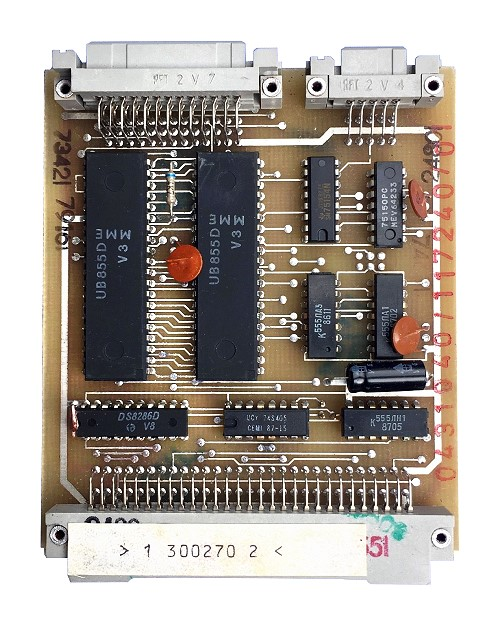
Z1013.30
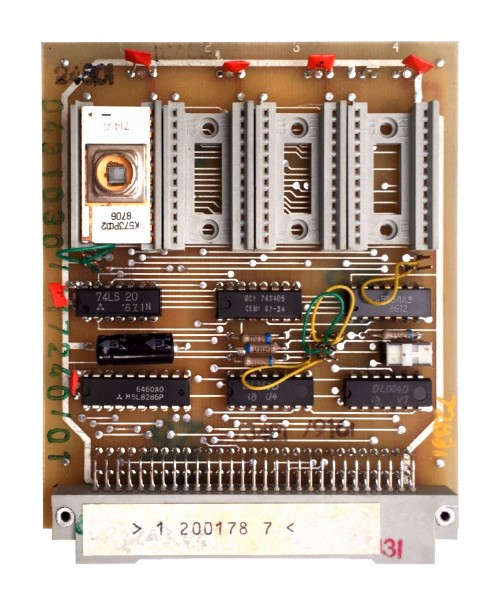
Z1013.20
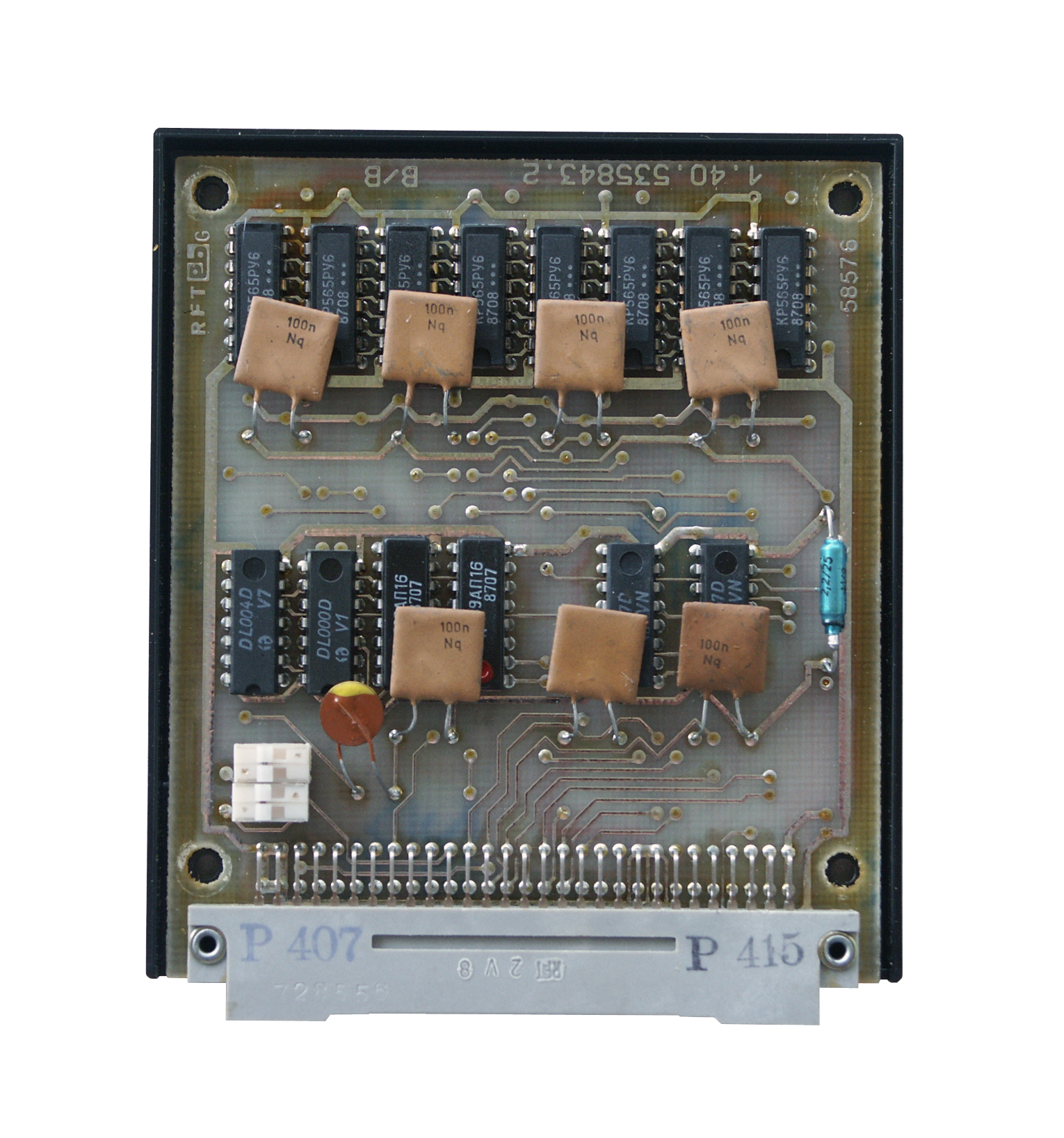
1.40.690003.5

## Software
Bei der existierenden Software handelt es sich überwiegend um Eigenentwicklungen aus der DDR. Maschinennahe Portierungen von Programmen westlicher Z80-basierter Heimcomputersysteme waren aufgrund technischer Unterschiede in der Regel sehr aufwendig. Am einfachsten gestaltete sich der Programmaustausch und die entsprechende Anpassung von Software mit den Rechnern der Reihe Z 9001, KC 85/1 und KC 87.
Die Verbreitung von Software sowie der Austausch von Erfahrungen erfolgten vor allem durch private Kontakte sowie über Zeitungsanzeigen, auf Messen, durch Abdruck von Programmen in Zeitschriften und durch Ausstrahlung im Rundfunk, wie beispielsweise in der Hörfunksendung Rem. Von staatlicher Seite wurde die Erstellung von Software beispielsweise über die Gesellschaft für Sport und Technik (GST) mit ihrer Sektion Computersport gefördert. Häufig zählte die GST auch zu den Ausrichtern von Treffen und Tagungen.
Beschränkungen der Weitergabe durch Urheberrechtsschutz oder Kopierschutzmechanismen existierten praktisch nicht. Vielmehr wurde die kostenlose Weitergabe von Software („Amateur-Software“) gefördert und auf entsprechenden Tagungen bestätigt. Für den Z 1013 wurden mehr als 500 Programme und Hardware-Erweiterungen erarbeitet und publiziert.

### Systemprogramme
Zur Konfiguration der Computer-Hardware, zum Ansteuern der Kassettenschnittstelle sowie zum Eingeben und Auslesen von Speicheradressen dient das im Festwertspeicher der Geräte enthaltene Betriebssystem Monitorprogramm 2.02 bei Z 1013.01, Z 1013.12 und Z 1013.16 beziehungsweise Monitorprogramm A.2 bei Z 1013.64. Die Systemsoftware des Z 1013.64 ermöglicht den nachträglichen Anschluss einer komfortableren Tastatur mit 58 Tasten, im Gegensatz zu denen früherer Z-1013-Modelle, die maximal 32 Tasten umfassen.
Neben Robotrons Monitorprogrammen existiert weitere Systemsoftware von Drittanbietern, die der Benutzer mit Hilfe von EPROMs aufrüsten kann. Hierbei hervorzuheben ist insbesondere der 1987 vorgestellte und nachfolgend weitverbreitete Brosig-Monitor, der zur Systemsoftware von Robotron abwärtskompatibel ist. Neben nützlichen Dienstprogrammen bietet der 4 KB umfassende Brosig-Monitor unter anderem die Möglichkeit, die Computermodelle Z 1013.01 und Z 1013.16 mit komfortableren Tastaturen und mit Joysticks zu betreiben.
Bei Computermodellen, die über eine RAM-Disk verfügen, ist der Betrieb mit der CP/M-basierten Systemsoftware SCP möglich. Damit werden einige Programme aus der umfangreichen SCP-Bibliothek auch für die Z-1013-Rechner zugänglich.

### Programmiersprachen und Anwendungen
Aufgrund der eingeschränkten Grafik- und Tonerzeugungsmöglichkeiten wurden die Z-1013-Rechner hauptsächlich zum Programmieren und für Anwendungen wie Textverarbeitung eingesetzt. Daneben existieren einige Spiele, die mit einfarbiger Grafik und ohne Tonuntermalung auskommen, wie beispielsweise die Schachprogramme Chess-Master und Cyrus-Chess.
Zur Programmierung des Z 1013 stehen verschiedene Programmiersprachen und Hilfsmittel zur Verfügung. Neben Assemblern (Assembler 5.3 Scf, Editor / Assembler EDAS) sind höhere Programmiersprachen wie die auf der Programmkassette M 0111 enthaltenen Tiny-BASIC und Kleincomputer BASIC aber auch BASICODE, Forth und Pascal verfügbar.

## Gerätespezifische Literatur
Der Bausatz wurde ab Werk mit einer umfangreichen, gedruckten Dokumentation ausgeliefert. Diese beschreibt einerseits detailliert Hardware und Monitorprogramm, enthält andererseits weitere Software in Form von Maschinencode- und Basiclistings.
Spezielle Zeitschriften für den Z 1013 oder DDR-Kleincomputer im Allgemeinen gab es nicht. Viele Zeitschriften wie beispielsweise Funkamateur, Jugend + Technik, MP Mikroprozessortechnik und Practic veröffentlichten regelmäßig Neuigkeiten, Berichte, Bastelanleitungen zum Selbstbau von Zusatzhardware oder die Auf- und Umrüstung der Rechner sowie Programme zum Abtippen. Hannes Gutzer und Gerd Hutterer verfassten eine Broschüre BASIC mit dem Z 1013, die der VEB Robotron-Elektronik Riesa herausgab.
Auch nach der deutschen Wiedervereinigung wurde innerhalb der Anhängerschaft von DDR-Rechentechnik der Interessenaustausch in Publikationen geringer Auflage und ab den späten 1990er-Jahren zudem in Internetforen weiter gepflegt, bis hin zur Erstellung von entsprechenden Emulatoren.

## Emulation
Nach dem Ende der Heimcomputerära Anfang der 1990er-Jahre und mit dem Aufkommen leistungsfähiger und erschwinglicher Rechentechnik Mitte der 1990er-Jahre wurden von engagierten Enthusiasten verstärkt Programme zum Emulieren von Heimcomputern und deren Peripherie entwickelt. Zum Spielen alter Klassiker verschiedener Heimcomputersysteme reicht mit Hilfe der Emulatoren ein einzelnes modernes System mit Datenabbildern („Images“) der entsprechenden Heimcomputerprogramme. Das Aufkommen der Emulatoren setzte damit unter anderem ein verstärktes Transferieren von sonst möglicherweise verlorengegangener Software auf moderne Speichermedien in Gang, womit ein wichtiger Beitrag zur Bewahrung digitaler Kultur geleistet wird.
Zur Emulation der DDR-Kleincomputer, insbesondere auch des Z 1013, wurde das unter Windows und Linux lauffähige Emulatorpaket JKCEMU entwickelt.

## Rezeption

### Zeitgenössisch

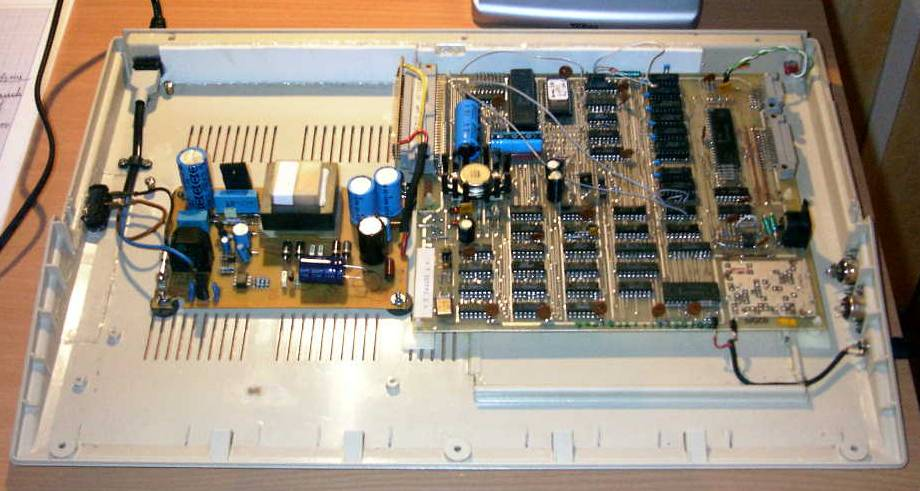
Aufgrund der großen Beliebtheit existiert eine Vielzahl von Gehäuse-Eigenbaulösungen, hier in einem Amiga-500-Gehäuse

Von den staatlich kontrollierten Zeitschriften wie beispielsweise Radio Fernsehen Elektronik und Funkamateur wurde das Erscheinen des Rechners begrüßt: „Als hardwarenah, preisgünstig und gut dokumentiertes System“ sei er bestens für „experimentelles Aneignen von Fähigkeiten auf dem Gebiet der angewandten Mikrorechnertechnik“ geeignet. Zugleich kritisierte man jedoch das anfänglich zum Z 9001 und KC 85/1 inkompatible BASIC, Inkompatibilitäten der Kassettenrekorderansteuerung bei den unterschiedlich getakteten Varianten und vor allem die für umfangreichere Texteingaben unbrauchbare Folienflachtastatur als „die Schwachstelle des Z 1013“. Insgesamt wurde der Z 1013 als brauchbares Gerät „für Elektronikamateure, Anfänger und Fortgeschrittene, Funkamateure sowie gesellschaftliche Bedarfsträger aus Lehre und Ausbildung“ eingestuft.
Die Beliebtheit der Rechner in der Bevölkerung manifestierte sich in einer Vielzahl organisierter Computerclubs mit häufig stattfindenden lokalen Treffen bis hin zu gut frequentierten nationalen Tagungen, die alljährlich abgehalten wurden und beispielsweise zum Tauschen von Software, Erfahrungen und dem Festlegen von Programmierstandards dienten.

### Retrospektiv
In jüngerer Zeit werden die in der DDR entwickelten und produzierten Rechner, darunter insbesondere Kleincomputer und Videospielautomaten, wieder verstärkt in den Medien – allen voran im Internet – wahrgenommen und auch in speziellen Museen ausgestellt. Dabei wird der Z 1013 als an westliche Einplatinencomputer angelehnte Eigenentwicklung charakterisiert, obwohl es sich bei vielen elektronischen Einzelkomponenten wie etwa dem U880-Mikroprozessor um die Kopie des westlichen Z80-Mikroprozessors von Zilog handelt. Im Gegensatz zu den DDR-Kleincomputern aus Dresden und Mühlhausen war der Z 1013 „in offener Bauart in verschiedenen Varianten als Konsumgut über den gesamten Produktionszeitraum erhältlich, ohne jedoch den Bedarf decken zu können.“ Die mit der geschichtlichen Aufarbeitung der Robotron-Rechentechnik befasste Arbeitsgemeinschaft in den Technischen Sammlungen Dresden charakterisiert das Verbreitungsumfeld des Z 1013 wie folgt:

„Dieser relativ preiswerte Mikrorechner-Bausatz kam deshalb im Heimbereich aber auch in Computer-Clubs und -Arbeitsgemeinschaften und in wenigen Fällen in der Wirtschaft zum Einsatz. Er eignete sich besonders zum unmittelbaren kennen lernen der internen Funktionen von Mikrorechentechnik, zum Erlernen des Programmierens, zum Aufbau eigener Computer für kreative Hobbyanwendungen und zu zahlreichen Hard- und Software-Verbesserungen bzw. Erweiterungen.“

Auch wenn der Bausatz in der DDR sehr beliebt war, betrug der technologische Rückstand der Computer gegenüber den Produkten westlicher Industrieländer zum Zeitpunkt ihres Erscheinens stets etwa drei bis fünf Jahre: als die Produktion des Z 1013 in der DDR aufgenommen wurde, waren im westlichen Ausland bereits wesentlich leistungsfähigere Systeme für Privathaushalte erhältlich. Nach der Wende „entwickelte sich wegen Nachfragerückgangs ein Überangebot, trotz erheblicher Verkaufspreisreduzierung 1989 und 1990. Eine Fortsetzung der Produktion des Z 1013 war 1990 in Anbetracht des erwarteten Angebotes anderer westlicher Konkurrenzprodukte nicht mehr rentabel“, woraufhin die Produktion des Z 1013 Mitte 1990 eingestellt und die sich im Lager befindlichen Restgeräte der Verschrottung zugeführt wurden.